# Điện Bàn
Điện Bàn is een district in de Vietnamese provincies Quảng Nam. De hoofdplaats van Điện Bàn is Vĩnh Điện.
Điện Bàn ligt in het noordoosten van de provincie. Het grenst in het noorden aan de stad met provincierechten Đà Nẵng. In het westen grenst het aan het district Đại Lộc. In het zuiden grenst het aan district Duy Xuyên en aan de stad Hội An. De oppervlakte van het district bedraagt 214,71 km² en Điện Bàn heeft ruim 195.000 inwoners.
Điện Bàn bestaat uit een thị trấn en negentien xã's.

## Administratieve eenheden
- Thị trấn Vĩnh Điện
- Xã Điện An
- Xã Điện Dương
- Xã Điện Hòa
- Xã Điện Hồng
- Xã Điện Minh
- Xã Điện Nam Bắc
- Xã Điện Nam Đông
- Xã Điện Nam Trung
- Xã Điện Ngọc
- Xã Điện Phong
- Xã Điện Phước
- Xã Điện Phương
- Xã Điện Quang
- Xã Điện Thắng Bắc
- Xã Điện Thắng Nam
- Xã Điện Thắng Trung
- Xã Điện Thọ
- Xã Điện Tiến
- Xã Điện Trung

## Geografie en topografie
Een van de belangrijkste wegen in Điện Bàn is de Quốc lộ 1A. Deze weg is ruim 2300 kilometer lang en begint in de provincie Lạng Sơn in het noorden van Vietnam en eindigt in Cà Mau in de Mekong-delta. Deze weg volgt voor een groot gedeelte de route van de AH1. Deze weg Aziatische weg is de langste Aziatische weg en gaat van Tokio in Japan via verschillende landen, waaronder de Volksrepubliek China en Vietnam, naar Turkije. De weg eindigt bij de grens met Bulgarije en gaat vervolgens verder als de Europese weg 80.
Door Điện Bàn stromen ook een aantal grote rivieren. Een daarvan is de Yên, de voortzetting van de Vu Gia, maar die van naam verandert, wanneer de La Thọ zich op de grens van Điện Tiến, Điện Hồng en Đại Hiệp in de huyện Đại Lộc afsplitst van de hoofdstroom die Yên heet. De Yên stroomt in de richting van Đà Nẵng, ten noorden van de provincie Quảng Nam. De Yên stroomt hier samen met de Túy Loan om verder als Cầu Đỏ en uiteindelijk als de Hàn in de Đà Nẵngbaai te stromen.
De La Thọ stroomt in de Quá Giáng om in Hòa Phước in huyện Hòa Vang van de stad Đà Nẵng in de Vĩnh Điện te stromen. Andere grote rivieren in Điện Bàn zijn de Thu Bồn en de Bà Rén.
In Điện Bàn ligt ook de Spoorlijn Hanoi - Ho Chi Minhstad. In xã Điện Phước ligt het enige station in de huyện, Station Nông Sơn.